# インクスティック
インクスティック（Inkstick、通称：インク）は、かつて日本に存在したライブハウスグループである。オーナーは、かつて東京・西麻布に存在したカフェバー「レッドシューズ」の初代オーナーでもある松山勲。
1980年代から1990年代にかけての東京の音楽シーンにおいて、非常に重要な役割を担い、一時代を築いた。

## 当時のグループ店舗
- インクスティック六本木 （東京都港区六本木7-5-11 カサグランデミワビルB1F B-101。1982年11月 - 1989年7月31日）
- インクスティック芝浦ファクトリー （空間プロデュース：松井雅美。東京都港区芝浦2-2-20。1986年12月5日 - 1989年12月31日）
- DJバーインクスティック （プロデューサー：小林径。東京都渋谷区神南1-6-8 カンパリビル4F。1989年 - 1995年）
- インクスティック鈴江ファクトリー （東京都港区海岸1-15-1 スズエベイディアム。1990年12月 - 1995年）

## 参考書籍
- 門野久志・森永博志『レッドシューズの逆襲』（主婦と生活社、2004年12月3日 ISBN 4391130017）
  - 松山勲インタビュー 「心にいつも、シントウカンケイカン」

## 関連事項
- ウォーターフロント
- 日清パワーステーション
- 日本のヒップホップ
- ピンククラウド - インクスティック芝浦ファクトリーで録音をしたライブ盤『PINK INK STICK CLOUD』がある。